# 유승흠 (1876년)
유승흠(柳承欽, 1876년 11월 21일 ~ ?)은 일제강점기의 관료이며, 조선총독부 중추원 참의를 역임한 인물이다. 호는 인고생(麟皐生)이며, 본적은 경기도 인천부이다.

## 생애
조선 중기의 무신인 유응수의 12대 손이다. 형인 유승해와 함께 함경남도 지역에서 특별한 재주가 있는 인물로 알려져 있었다.
대한제국 말기인 1904년에 학부에서 선발하는 일본 유학생으로 뽑혀 도일했다. 도쿄의 부립제일중학교에서 수학하던 중 1905년 을사조약이 체결되었다. 유학생들은 이에 동요하다가 교장의 조선인 학생 비하 발언에 맞서 시위를 벌였다. 시위 유학생 가운데 유승흠과 최린, 한상우 등 10명이 주동자로 지목되어 학업을 중단하게 되었으나, 대한제국 고종의 배려로 황실 장학생으로서 공부를 계속했다.
일본 유학 중인 1906년에 《태극학보》에 글을 기고하여 자강과 개화를 강조하는 등 애국계몽 운동 계열에서 활동했다. 1909년에 법률과를 졸업하고 귀국하여 경성부에서 교육인으로 일했다.
1921년에 함경남도 참여관에 발탁되었으며, 곧 중추원 참의에 임명되었다. 중추원 참의이던 1933년을 기준으로 종5위에 서위되어 있었다.
2002년 발표된 친일파 708인 명단 중 중추원과 도 참여관 부문에 수록되었고, 2008년 민족문제연구소가 정리한 친일인명사전 수록예정자 명단 중 중추원과 관료 부문에 포함되었다. 민족문제연구소의 명단에는 형 유승해도 들어 있으며 2009년 친일반민족행위진상규명위원회가 발표한 친일반민족행위 705인 명단에도 포함되었다.

## 같이 보기
- 조선총독부 중추원
- 유승해